# جيمس هوغ (سياسي)
جيمس هوغ هو سياسي أسترالي، ولد في 2 سبتمبر 1846، وتوفي في 2 أغسطس 1920. نشط حزبياً في حزب التجارة الحرة. وقد انتخب عضو الجمعية التشريعية لنيو ساوث ويلز ‏.